# Omphalucha nubimedia
Omphalucha nubimedia är en fjärilsart som beskrevs av Louis Beethoven Prout 1938. Omphalucha nubimedia ingår i släktet Omphalucha och familjen mätare. Inga underarter finns listade i Catalogue of Life.